# Formby (England)
Formby ist eine Stadt und Civil Parish im Metropolitan Borough of Sefton, Merseyside im Nordwesten Englands. Die Küstenstadt liegt an der Irischen See, etwa 18 Kilometer nördlich von Liverpool und 10 Kilometer südlich von Southport. Bei der letzten Volkszählung im Jahr 2011 wurden 23.329 Einwohner für Formby registriert.
Der Badeort Formby verfügt mit dem Küstenwäldchen „Formby Beach Forest“ und den diesem vorgelagerten Stranddünen über ein ca. 4 km² großes Naturschutzgebiet des National Trust. Des Weiteren gibt es im Ort einen an das Netz der Merseyrail angeschlossenen Bahnhof und ganz im Norden der Gemeinde liegt der Flugplatz Woodvale, der von der Royal Air Force genutzt wird.